# 菌盖
菌盖（pileus）又稱蕈盖、菌傘、菌帽，是真菌子實體上部的伞状部分。它是伞菌、牛肝菌以及部分多孔菌、齿菌和子囊果所独有的特征。其他孢子果类型的菌盖与子实体的其余部分难以区分。带有菌盖的孢子果通常有着某类子实层体，譬如生长在菌盖下侧的菌褶、菌管或菌齿。有些真菌蕈傘上方覆有菌蓋皮。

## 分类
菌盖有许多种形状：最常见的为半球形的凸面状，大部分凸面状的菌盖在成熟后会变成扁平状。许多知名菌类都具有此等形状，包括双孢蘑菇、多种鹅膏菌以及牛肝菌。
高大环柄菇等部分菌类的菌盖是中央突起的，这被称作中凸状。此外，有许多真菌像鸡油菇一样有着漏斗或喇叭形状的外观，它们的菌盖是漏斗状的。

钟状
圆锥状
凸面状
下陷状
扁平状
漏斗状
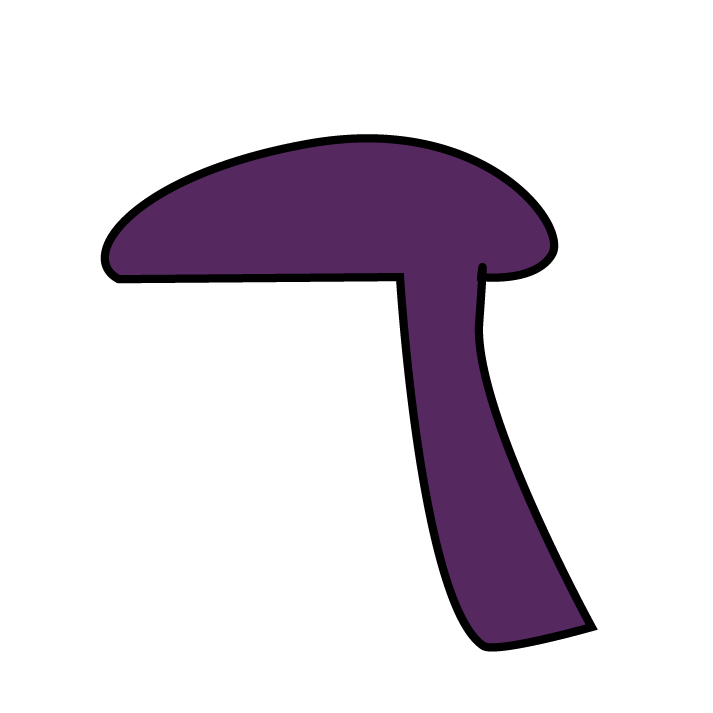
偏移状
卵圆状
中凹状
中凸状

## 参見
- 菌褶
- 菌柄